# Mecenazgo

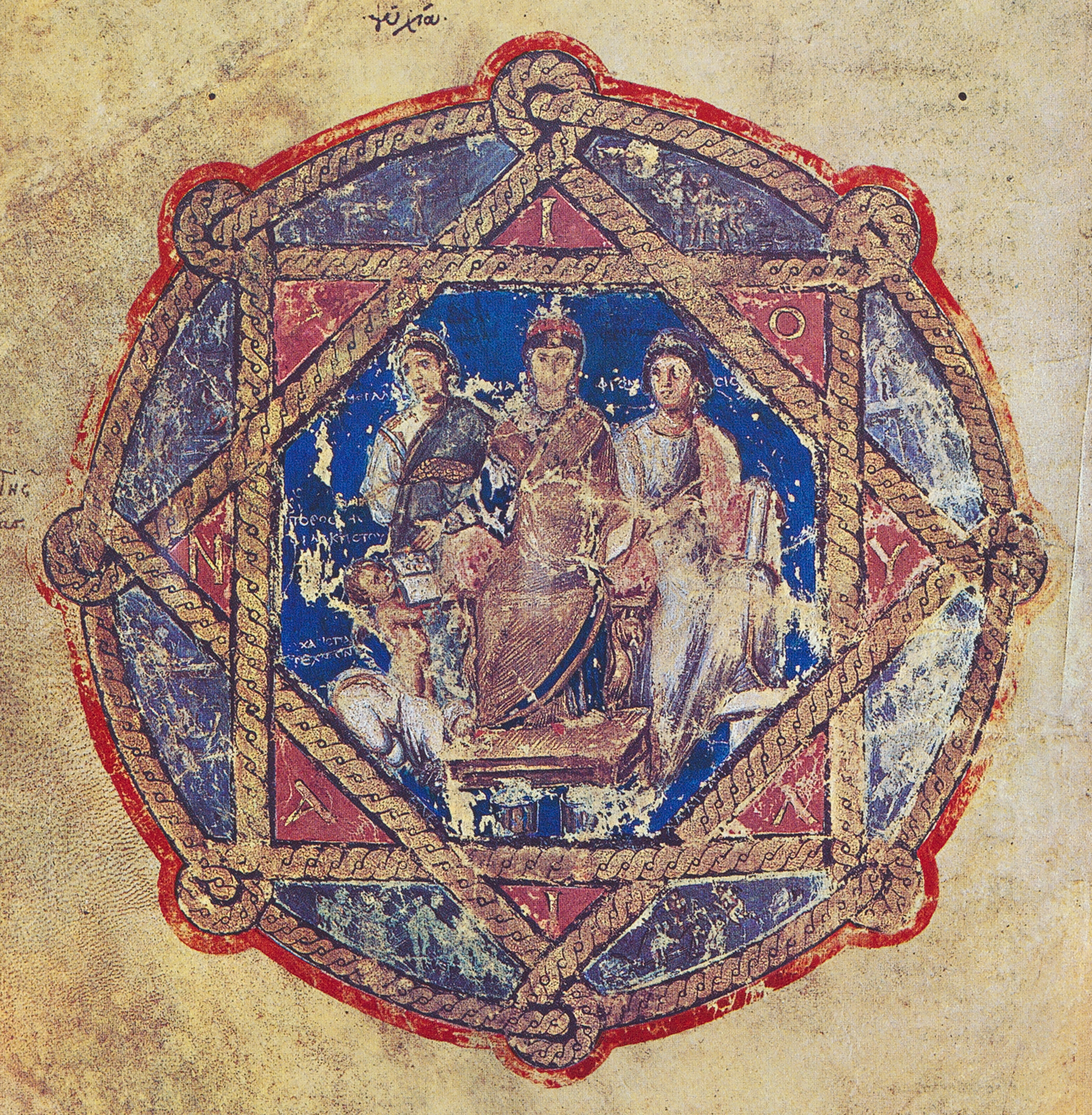
Juliana Anikias, la donante del Dioscórides de Viena, se hizo representar, flanqueada por las figuras alegóricas de la generosidad y la sabiduría, en una ilustración destacada de la obra donada (fol. 6 verso).

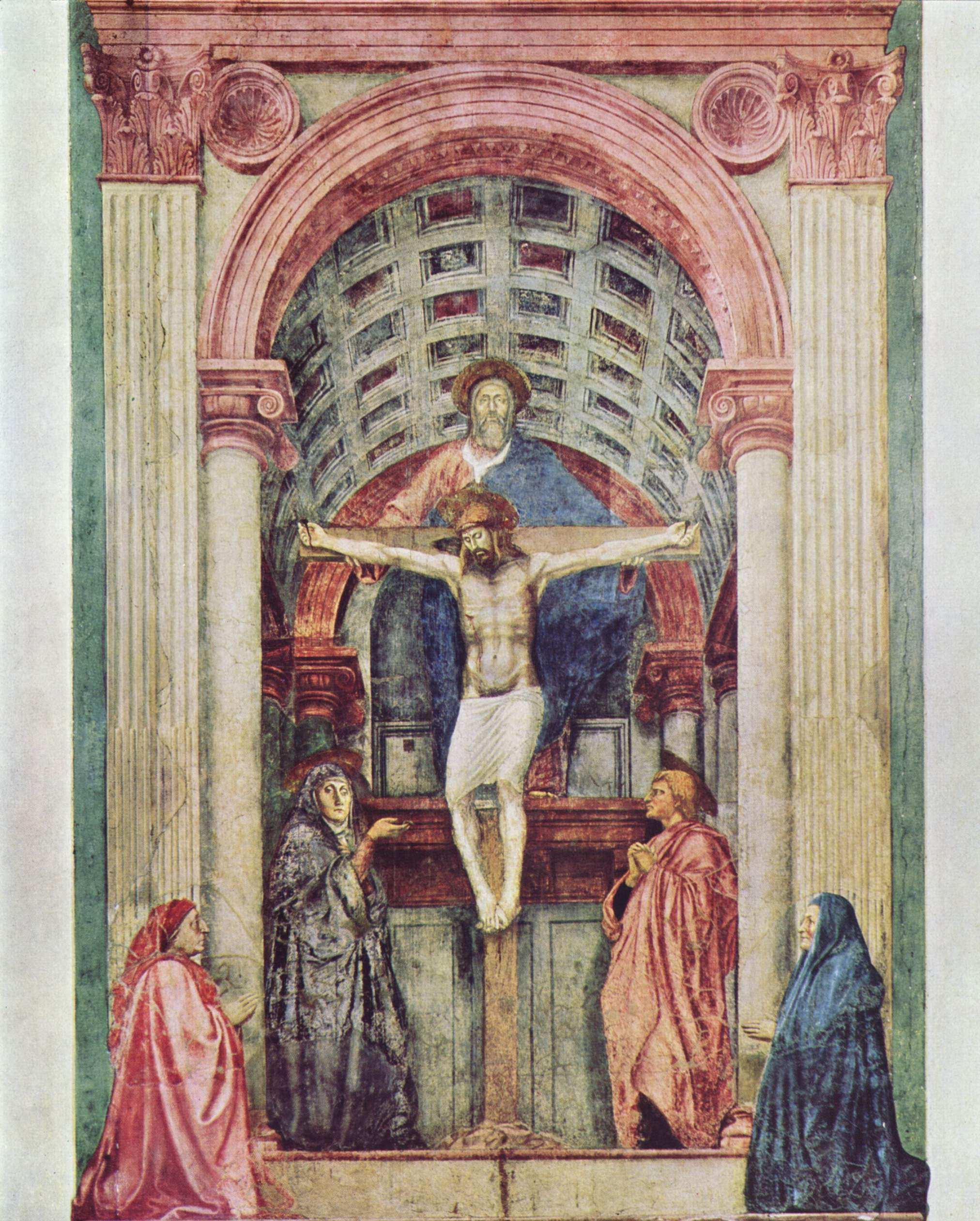
Los comitentes (no identificados con certeza) de la Trinidad de Masaccio (ca. 1428) son representados en posición orante, en un plano inferior a la Virgen y San Juan (así como estos en un plano inferior a las tres personas de la Santísima Trinidad).

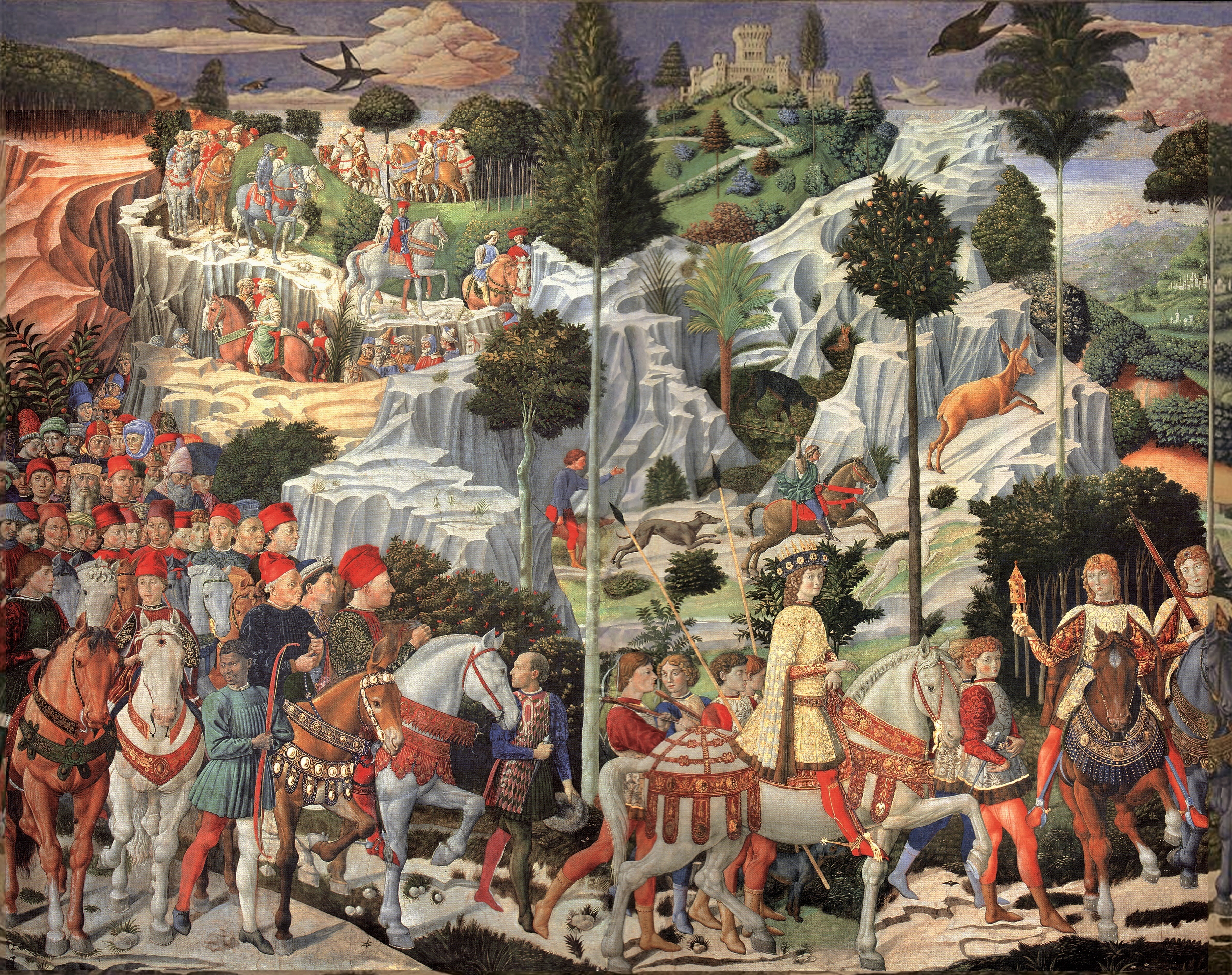
La corte medicea se representó en la cappella dei Magi de su palacio en Florencia (1459-1461).

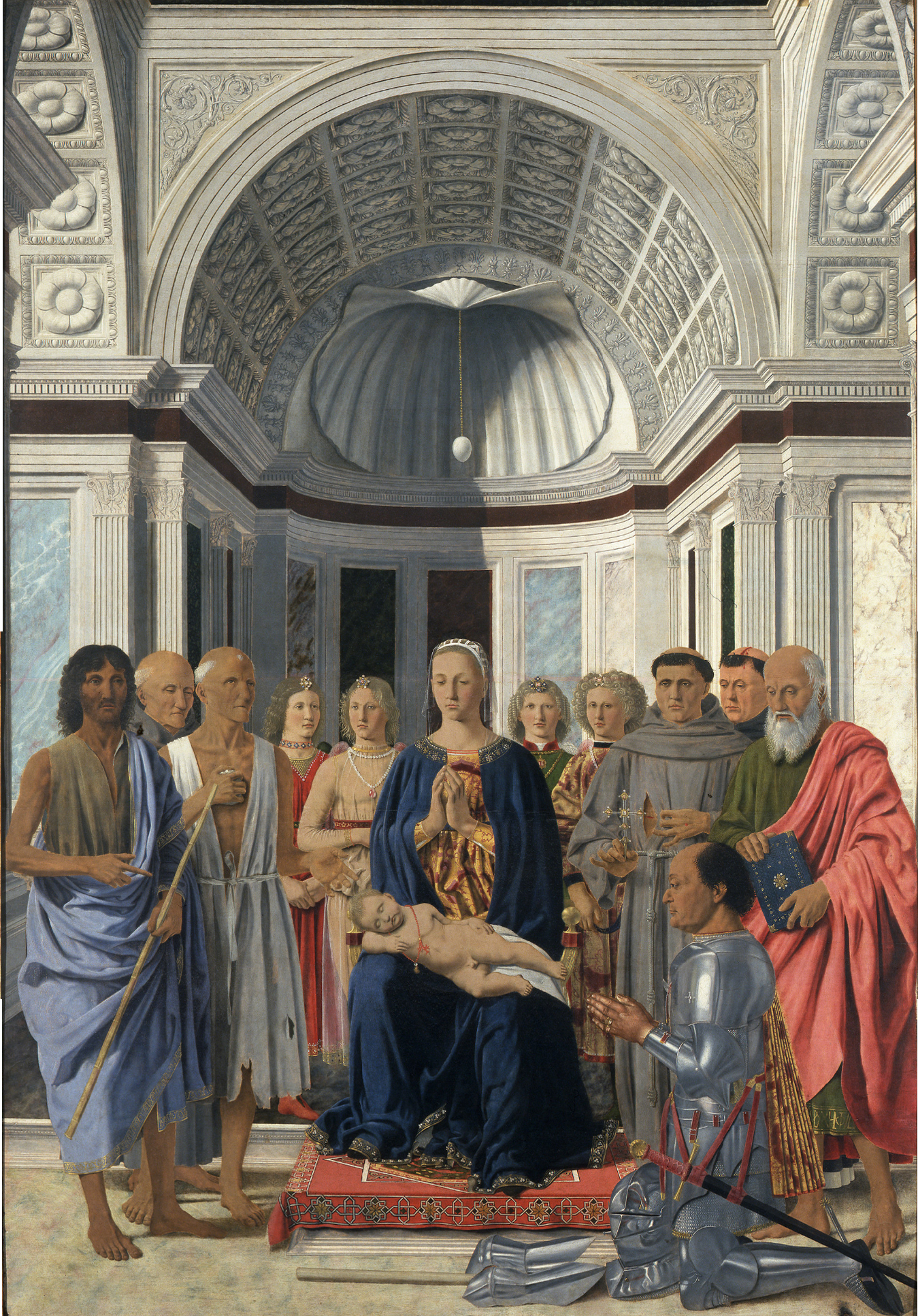
Compartiendo el ámbito espacial con los personajes de la sacra conversazione, aunque en posición orante, Piero della Francesca representa al comitente de la obra, Federico da Montefeltro (Pala di Brera, 1472).

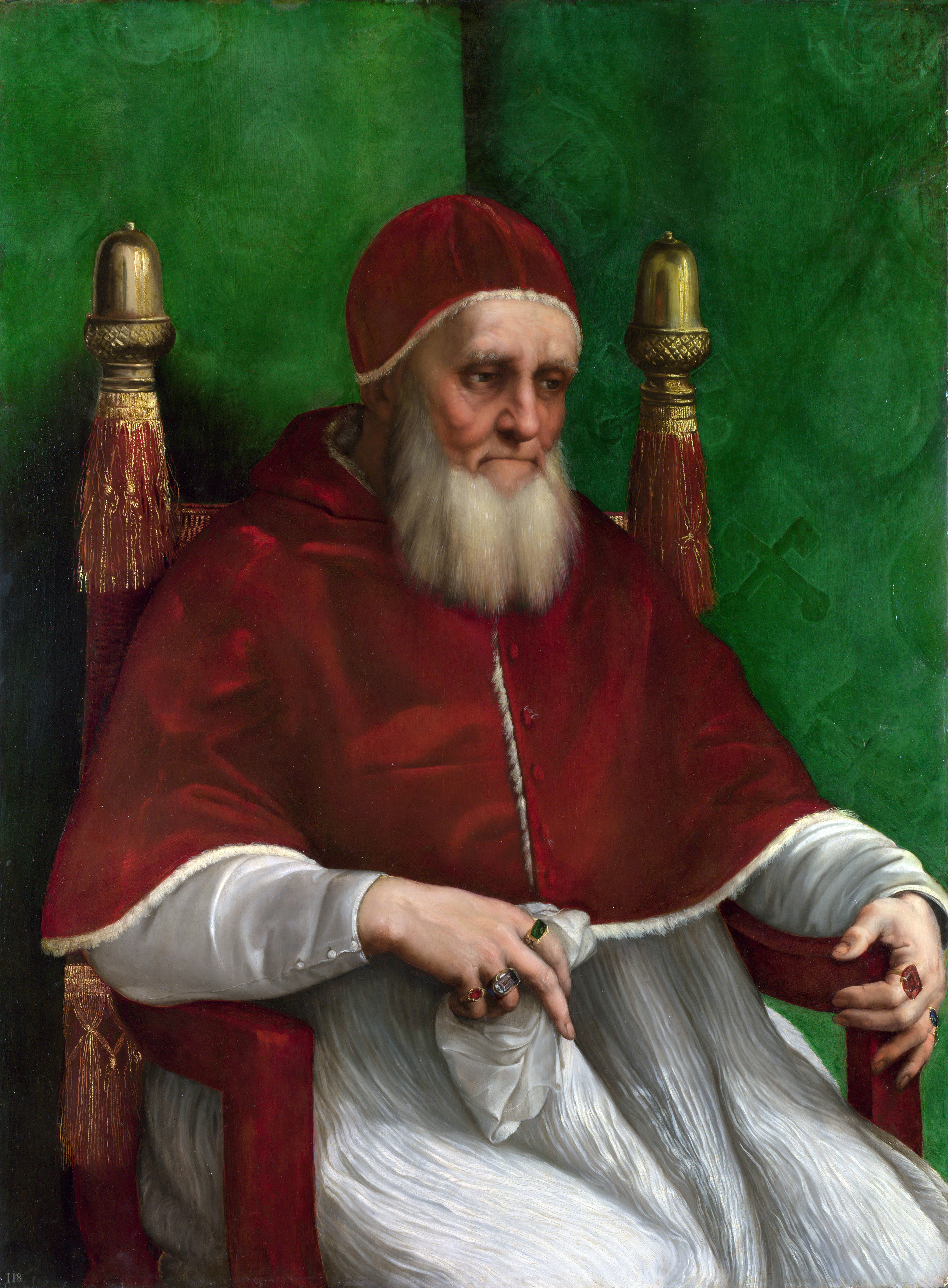
El papa Julio II (aquí retratado por Rafael) fue uno de los principales mecenas del Renacimiento, y en gran medida responsable del cambio de la centralidad cultural de Florencia a Roma, a donde atrajo a artistas de la talla de Miguel Ángel, con el que mantuvo una tormentosa relación (reflejada en la película El tormento y el éxtasis).

Retrato de Rodolfo II en traje de Vertumno (1590), de Giuseppe Arcimboldo

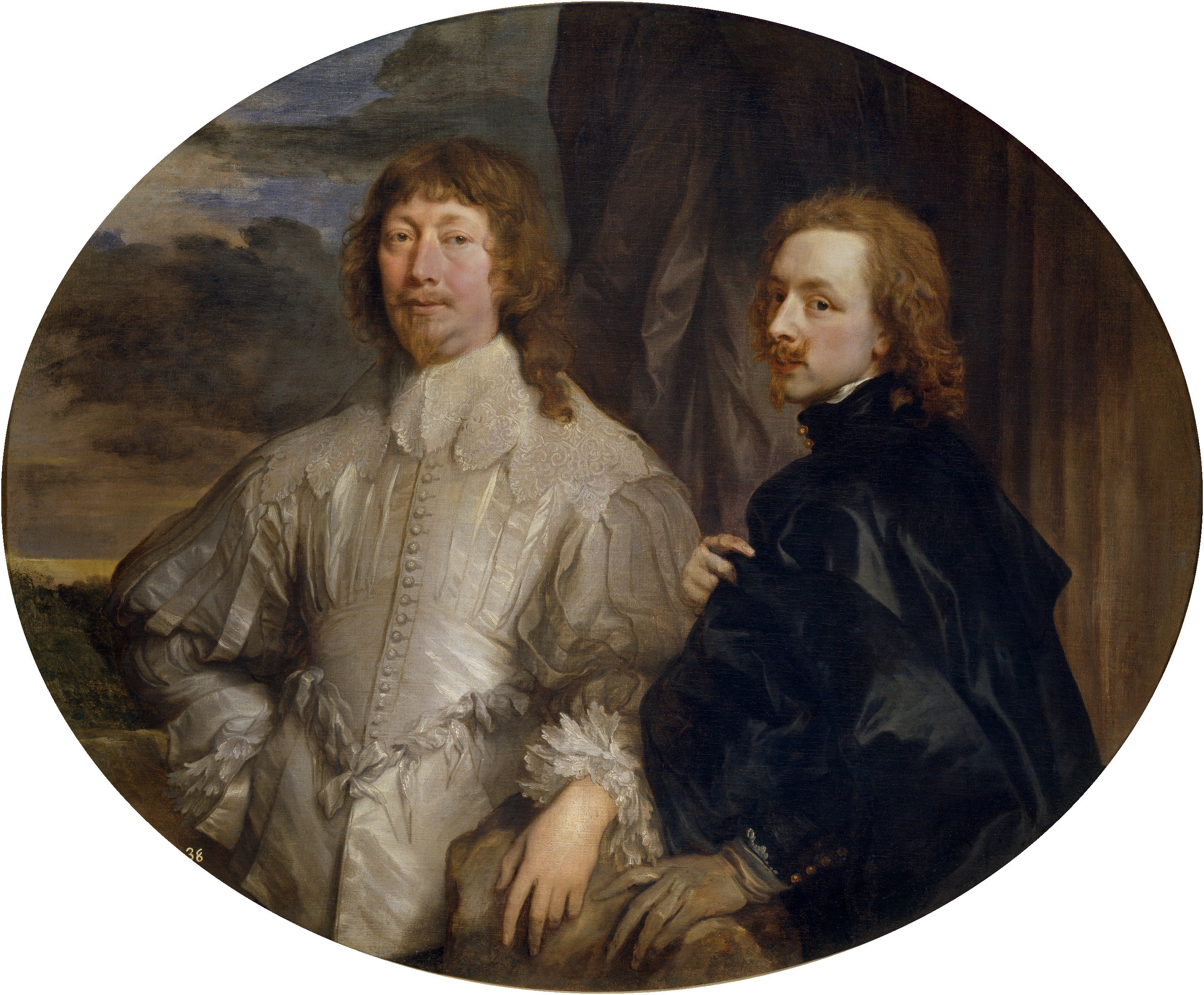
Retrato de Sir Endymion Porter, de Van Dyck. Mecenas y artista se representan juntos.

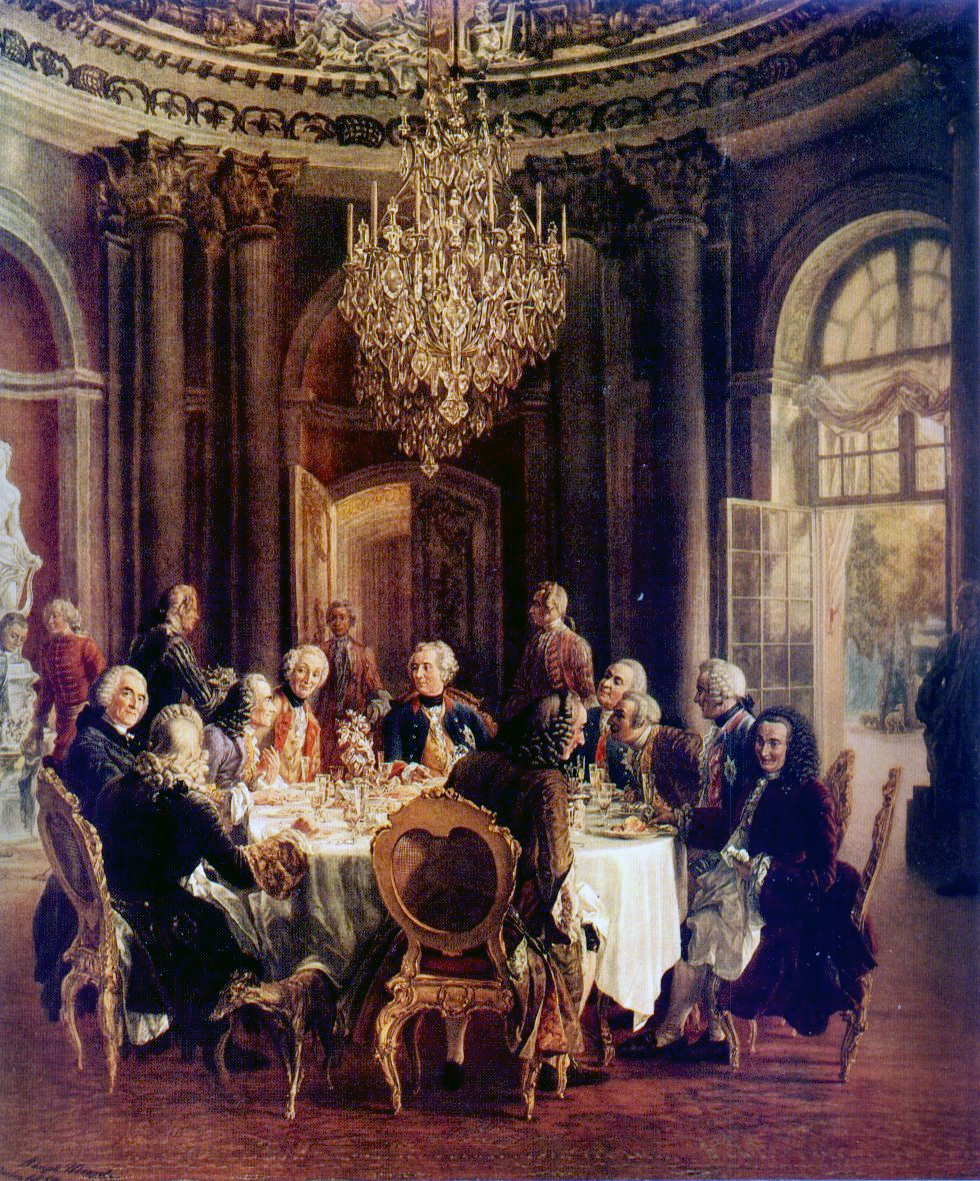
Federico II de Prusia rodeado de los philosophes que protegía (entre ellos, Voltaire). Los déspotas ilustrados se preciaban de proteger artes y letras, y promover el progreso científico.

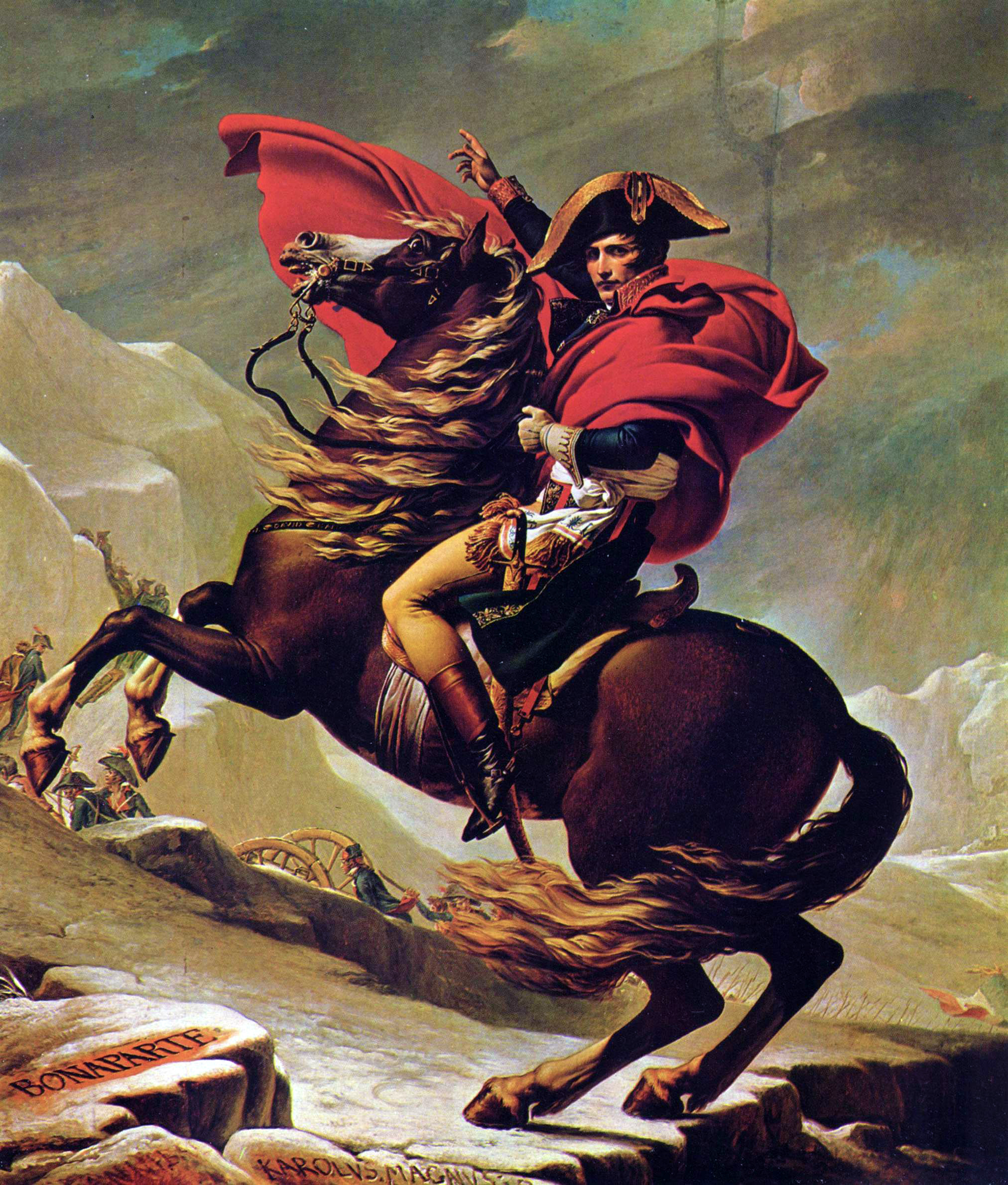
Napoleón cruzando los Alpes (1801), de Jacques-Louis David

El mecenazgo es un tipo de patrocinio que se otorga a artistas, literatos o científicos, a fin de permitirles desarrollar su obra. Ese apoyo, aunque se presente como desinteresado, pues el que lo otorga no exige a sus beneficiarios ningún tipo de devolución o créditos económicos a corto plazo, sí que proporciona una remuneración de carácter íntimo (el placer estético, moral o intelectual, o la satisfacción de la vanidad), además de una operación de relaciones públicas que puede llegar a ser muy útil, por cuanto justifica su posición social y mejora su reputación. Cuando el mecenazgo incluye el encargo de la obra y no se limita a una genérica protección a la actividad del patrocinado, puede determinar en gran medida el proceso creativo y la ejecución de la obra, si precisa (a veces mediante contrato vinculante) los materiales, dimensiones, tema o tratamiento. La obra de arte (o literaria o científica) puede quedar o no en propiedad del mecenas, siendo muy común que este la done o ponga a disposición del público de una u otra forma (publicación, exhibición en un museo, etc.)
«Mecenas» es la persona poderosa que brinda su apoyo material, o protege mediante su influencia, a artistas, literatos y científicos para que estos puedan realizar su obra.

## Historia y terminología artística: donante, patrón o comitente
Históricamente ha representado una forma importante de sostenimiento de la producción artística, al permitir el desarrollo de obras no orientadas a su circulación mercantil (mercado del arte).
La práctica totalidad del arte antiguo es resultado de encargos del poder político (reyes) y religioso (templos). Sin embargo, en la Roma de Augusto (finales del siglo I a. C.), un particular, Cayo Mecenas, cobró tanta fama como protector de las artes que su nombre pasó a designar tal función social. 
Durante la Alta Edad Media, la Iglesia fue prácticamente la única institución que ejerció el mecenazgo artístico y cultural, dado su monopolio de las actividades intelectuales (con excepciones puntuales, como el Renacimiento carolingio). La Baja Edad Media, sin embargo, supuso un florecimiento del mecenazgo civil, tanto por parte de las familias aristocráticas como de las instituciones políticas y sociales (ayuntamientos, gremios, etc.) y de las monarquías autoritarias en formación.

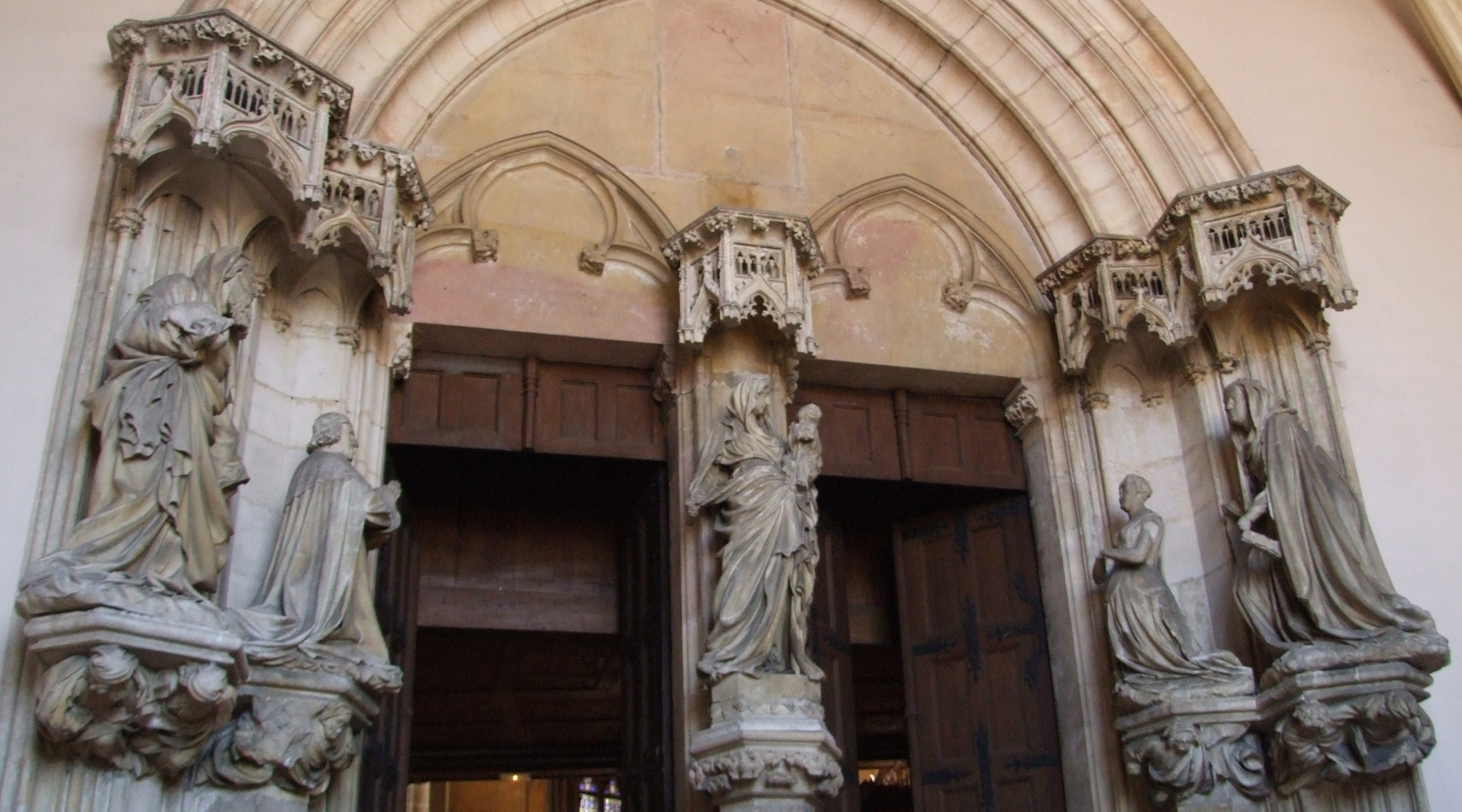
Felipe el Atrevido y su esposa, orantes, flanquean la imagen de la Virgen en la portada de la iglesia de la cartuja de Champmol.

Pasó a ser una convención artística aceptada representar, en actitud orante, al donante, patrón o comitente dentro de la propia obra de arte donada a una institución religiosa o exhibida en la capilla familiar o institucional. Quien encargaba la obra determinaba qué santo o advocación debía representarse (habitualmente su santo patrón por razón de oficio, ciudad, familia o nombre, pero también cualquiera por el que se deseara demostrar una particular devoción). De este modo, las escenas representadas podían terminar siendo totalmente arbitrarias, sin relación con ninguna realmente descrita en hagiografías o Sagradas Escrituras, sino simplemente un conjunto de santos en sacra conversazione. Estas representaciones están en el origen del retrato moderno (retrato de donante o retrato votivo).

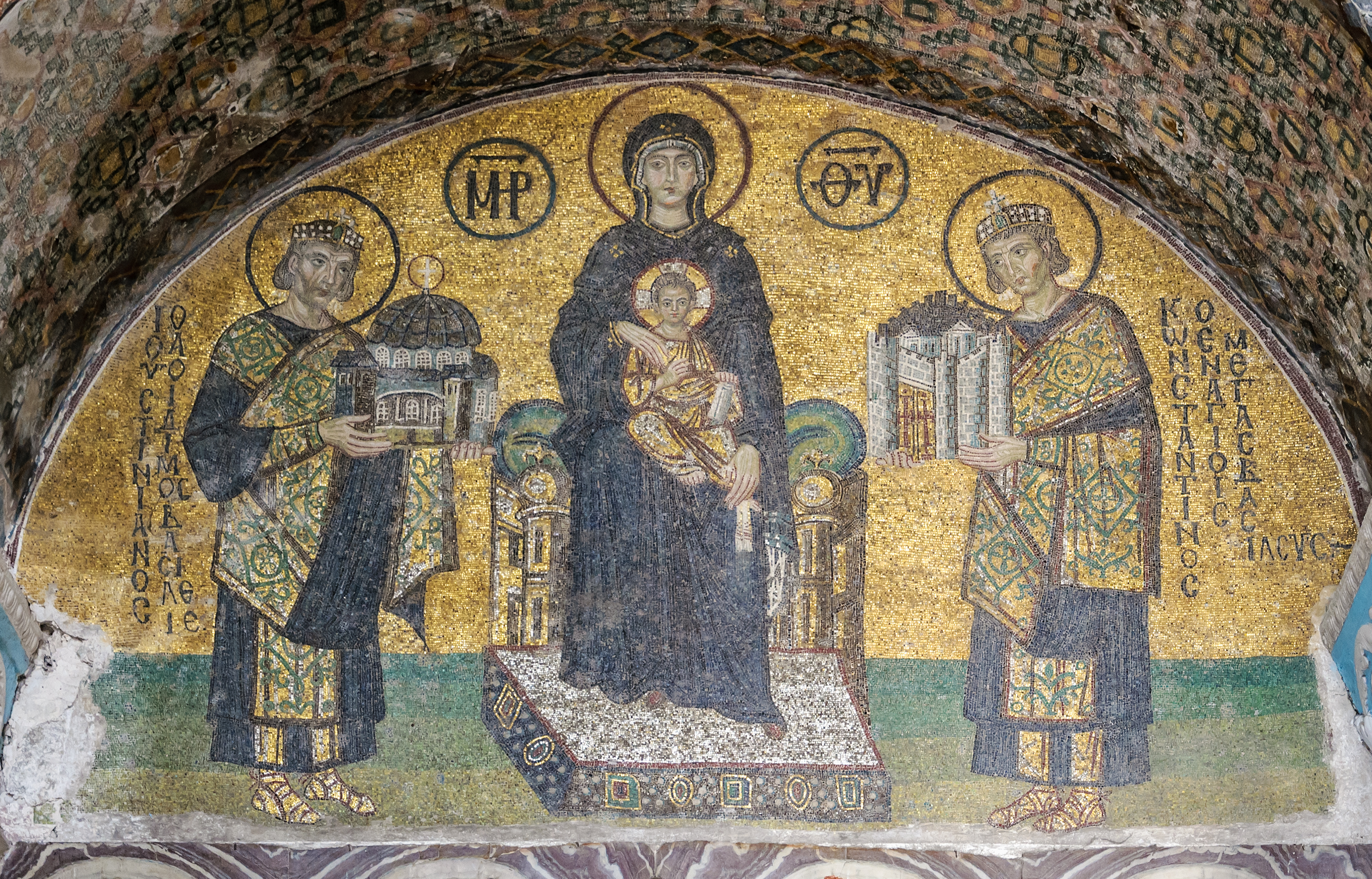
Mosaico de la entrada suroccidental de Santa Sofía (Constantino ofrece a la Theotokos una maqueta de la ciudad de Constantinopla y Justiniano una de la propia basílica).
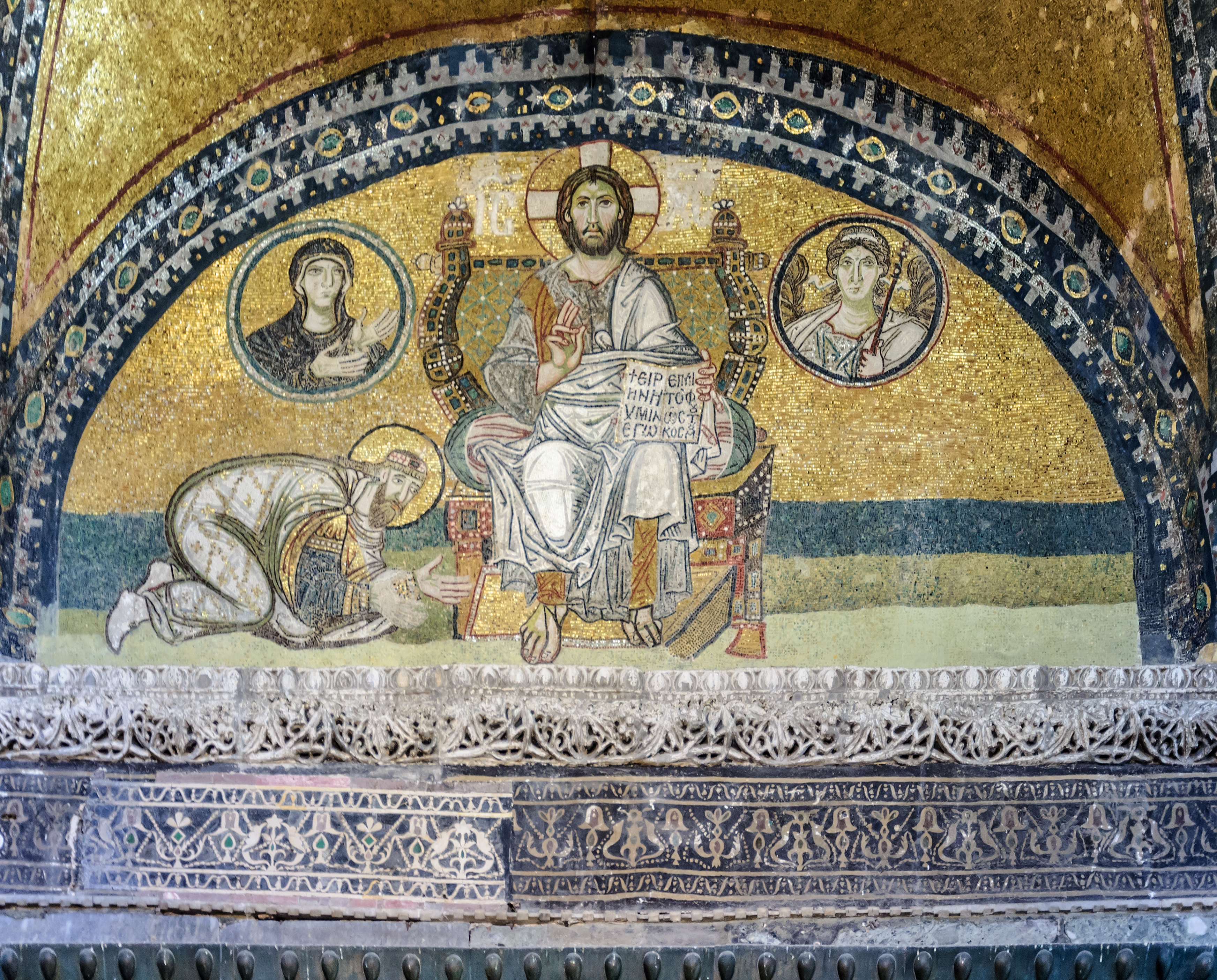
Ídem, mosaico de la Puerta Imperial (con el Emperador León VI posternándose ante Cristo).
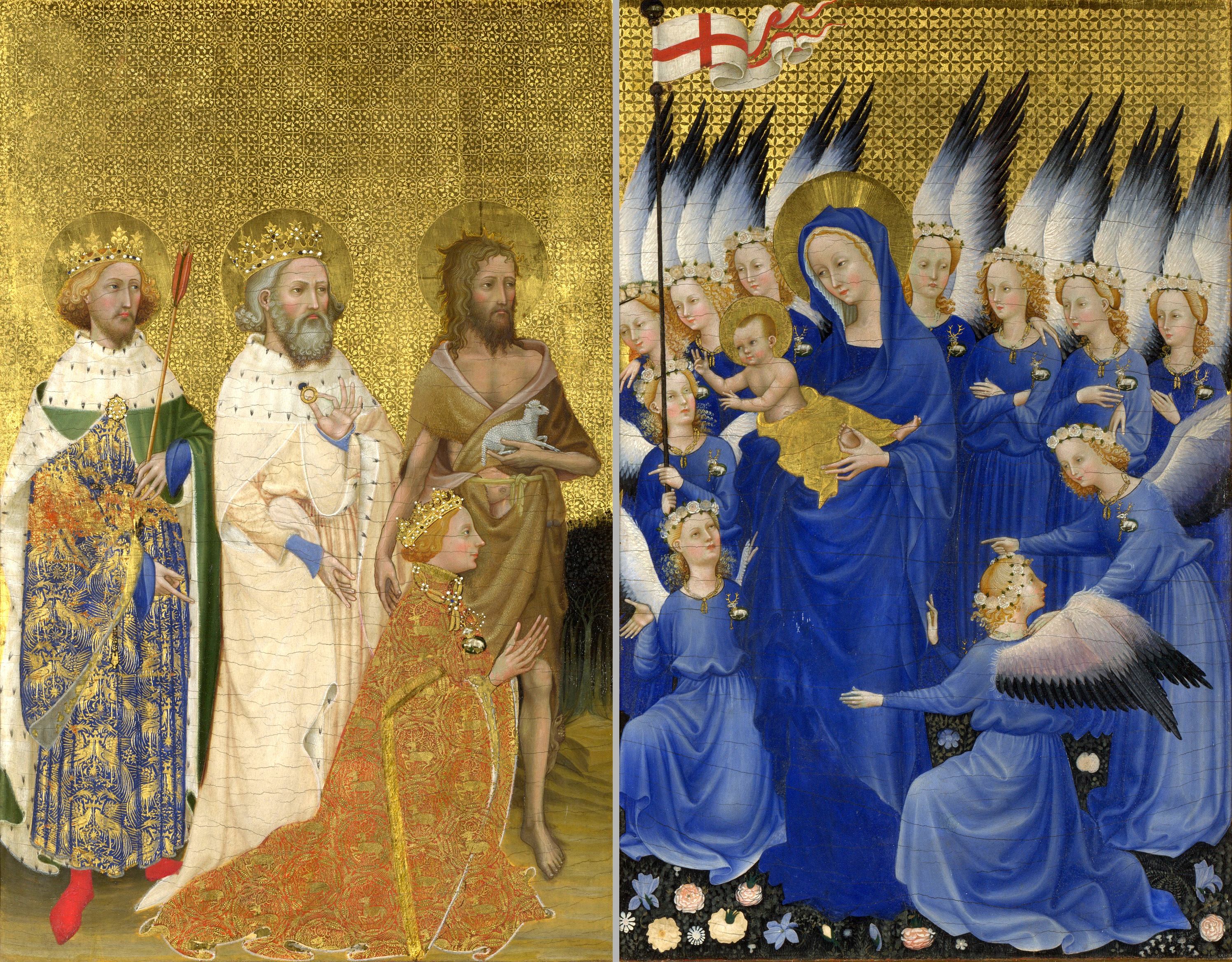
Díptico de Wilton.
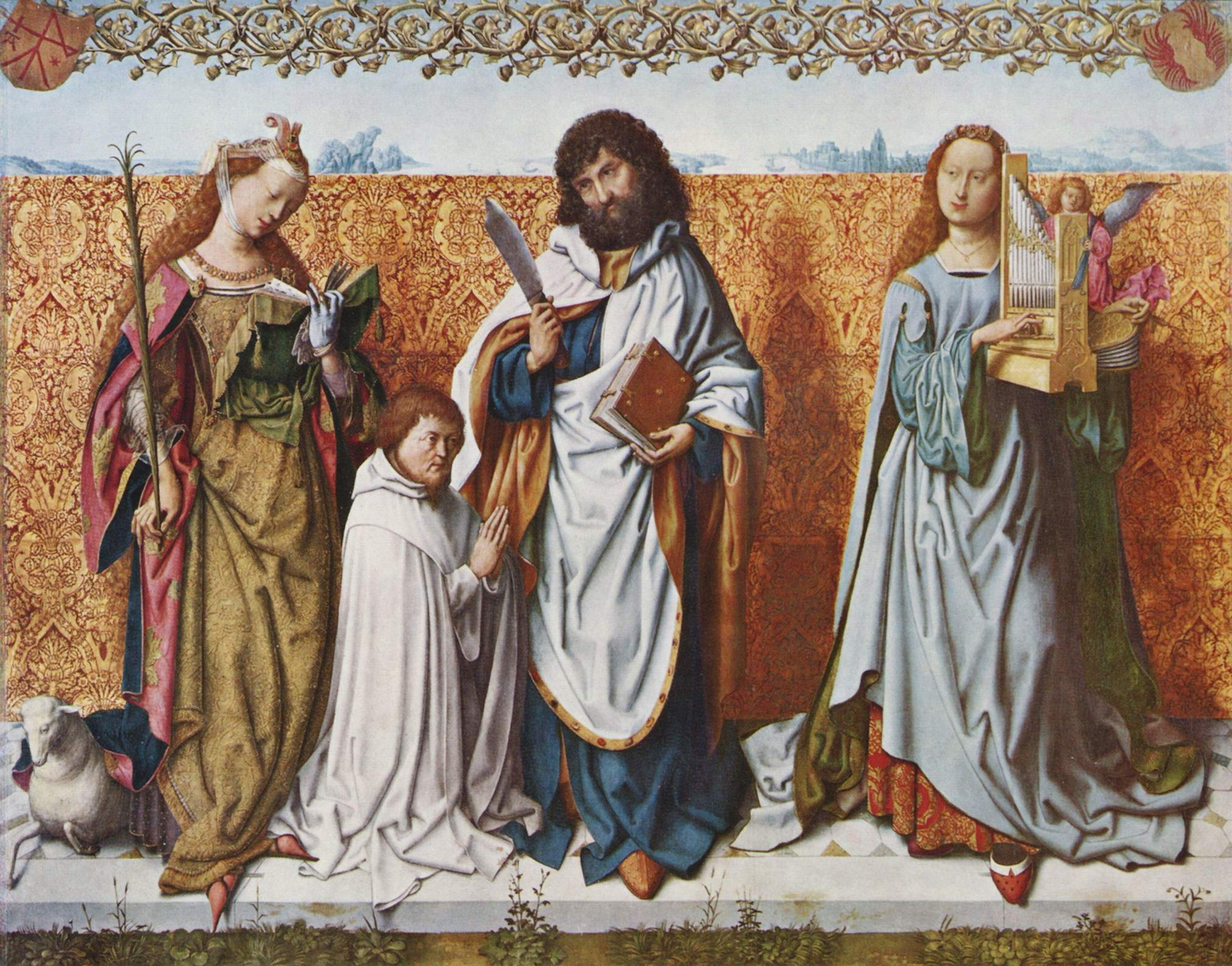
Retablo de San Bartolomé,[3] donde el donante aparece representado en menor tamaño (perspectiva jerárquica).
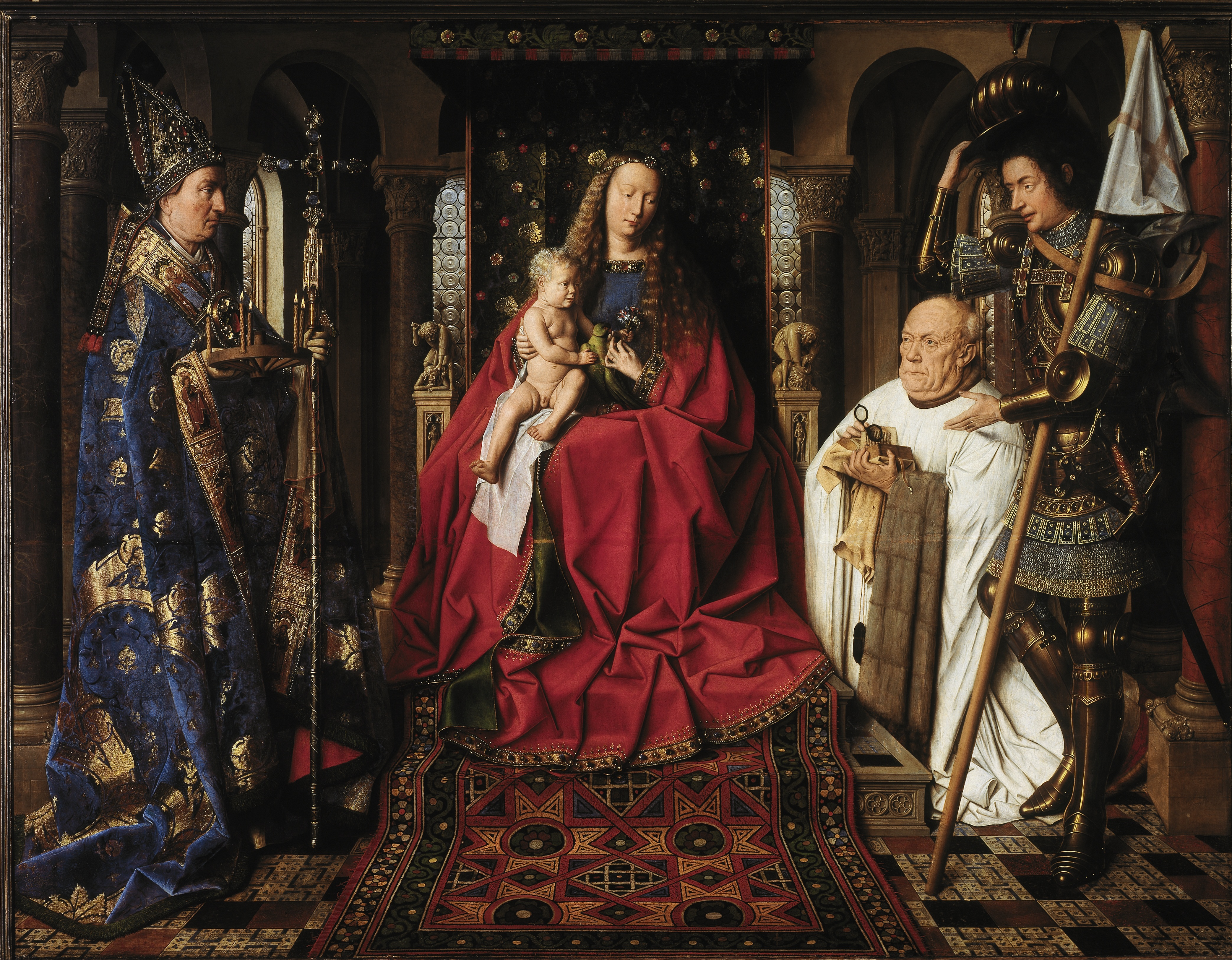
Virgen del canónigo Van der Paele.
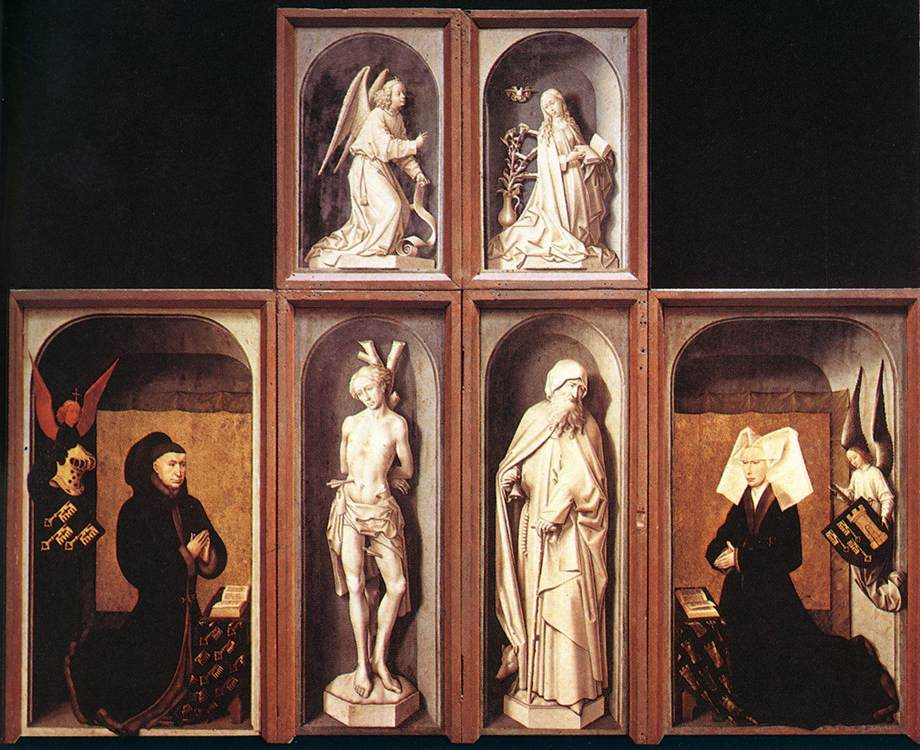
Políptico del Juicio Final.
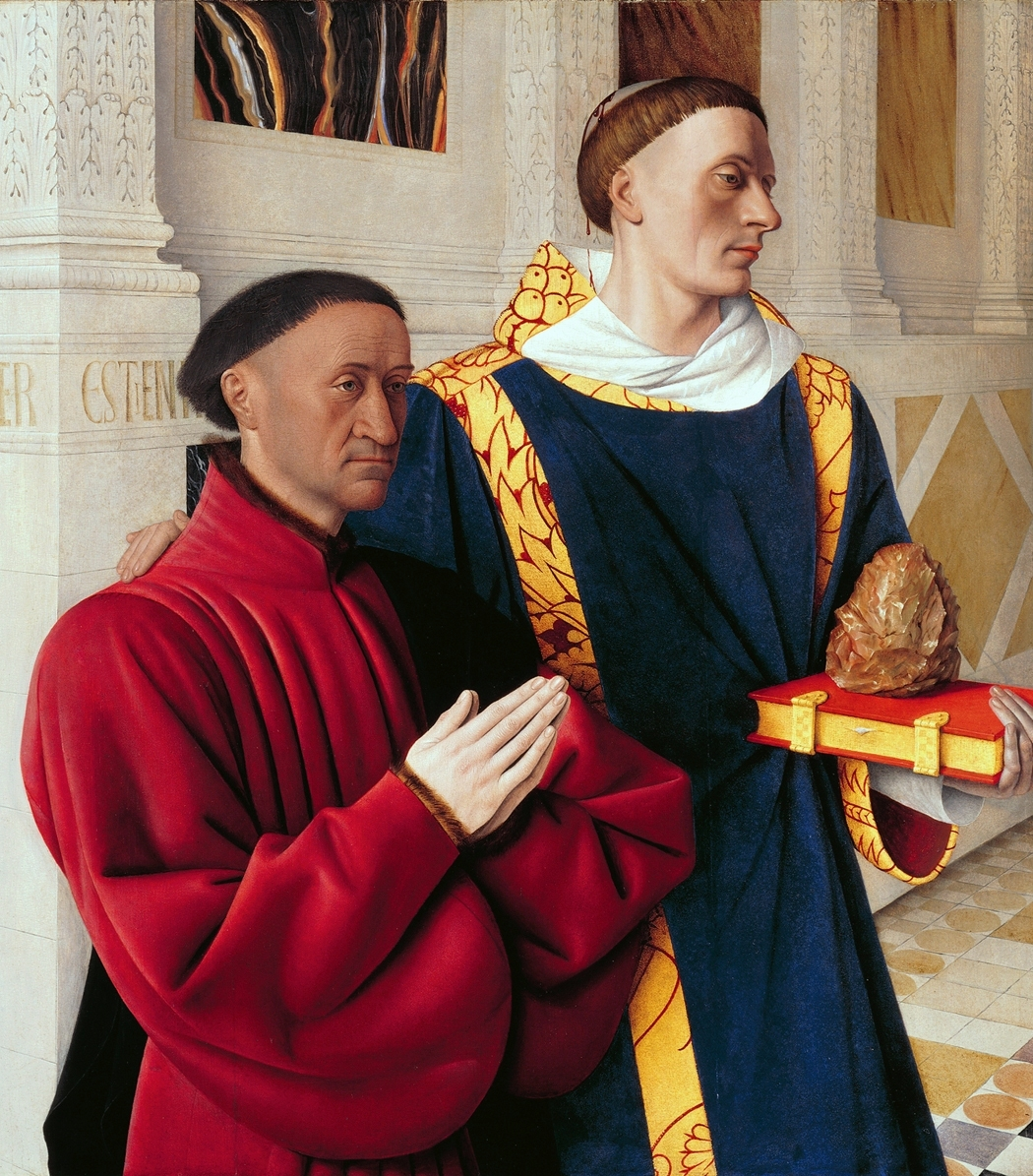
Díptico de Melun.
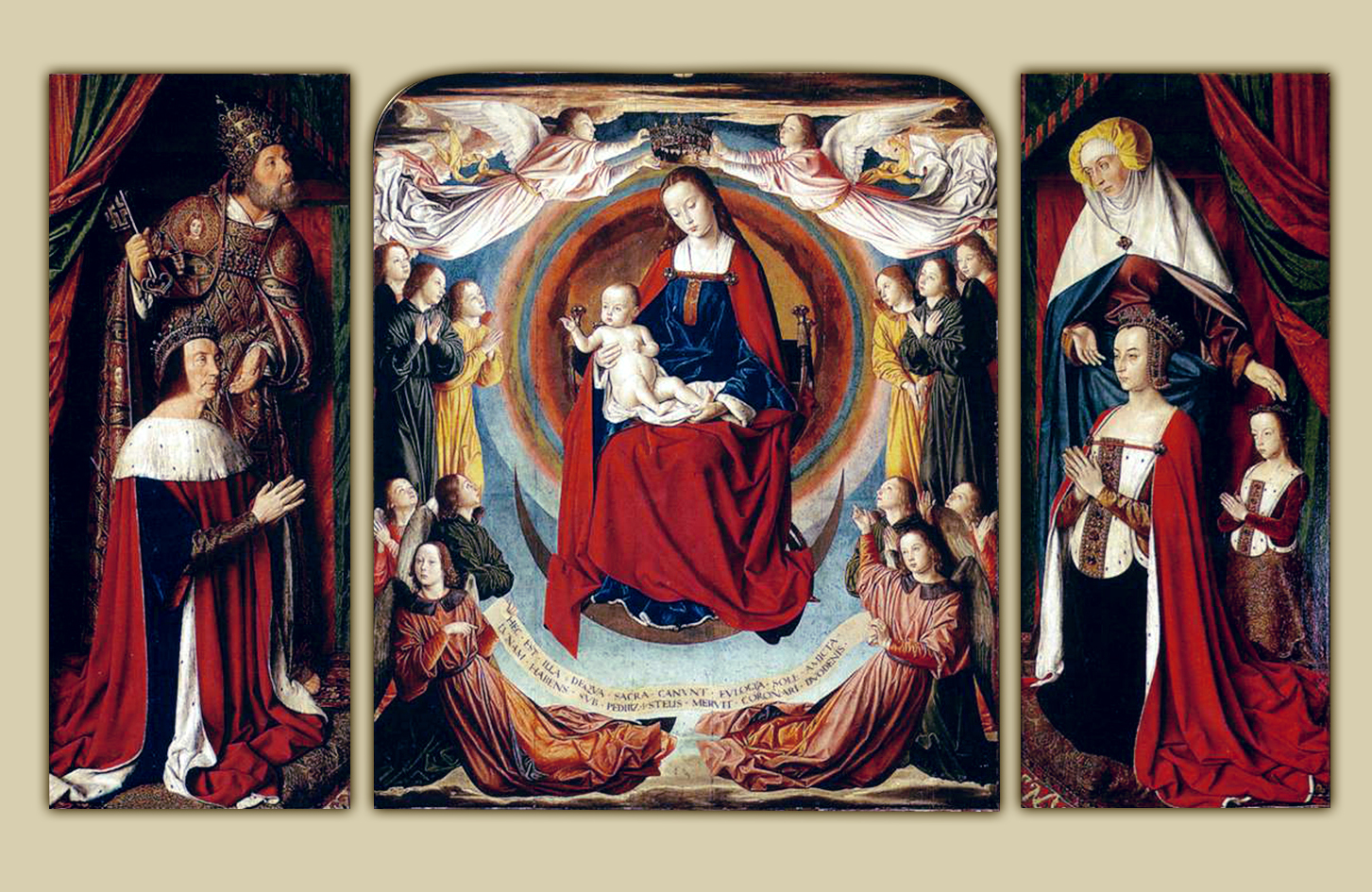
Tríptico de Moulins.
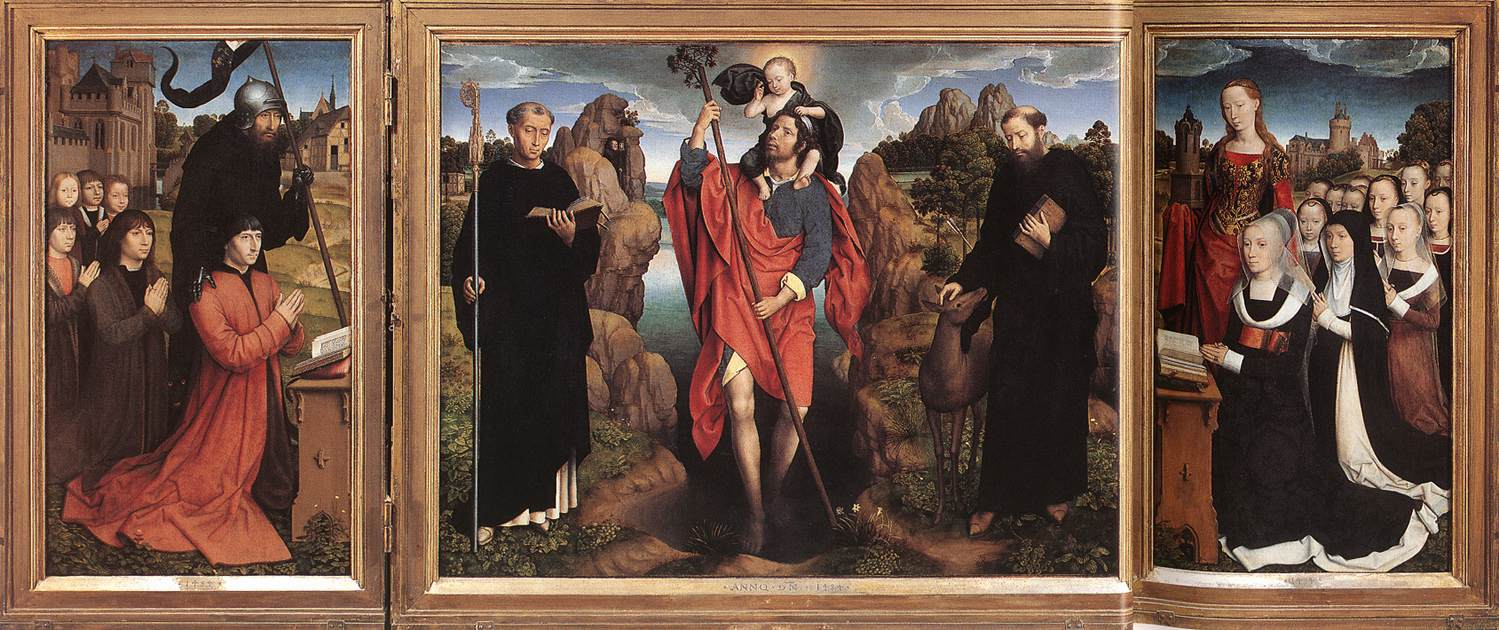
Tríptico de la familia Moreel, de Hans Memling.
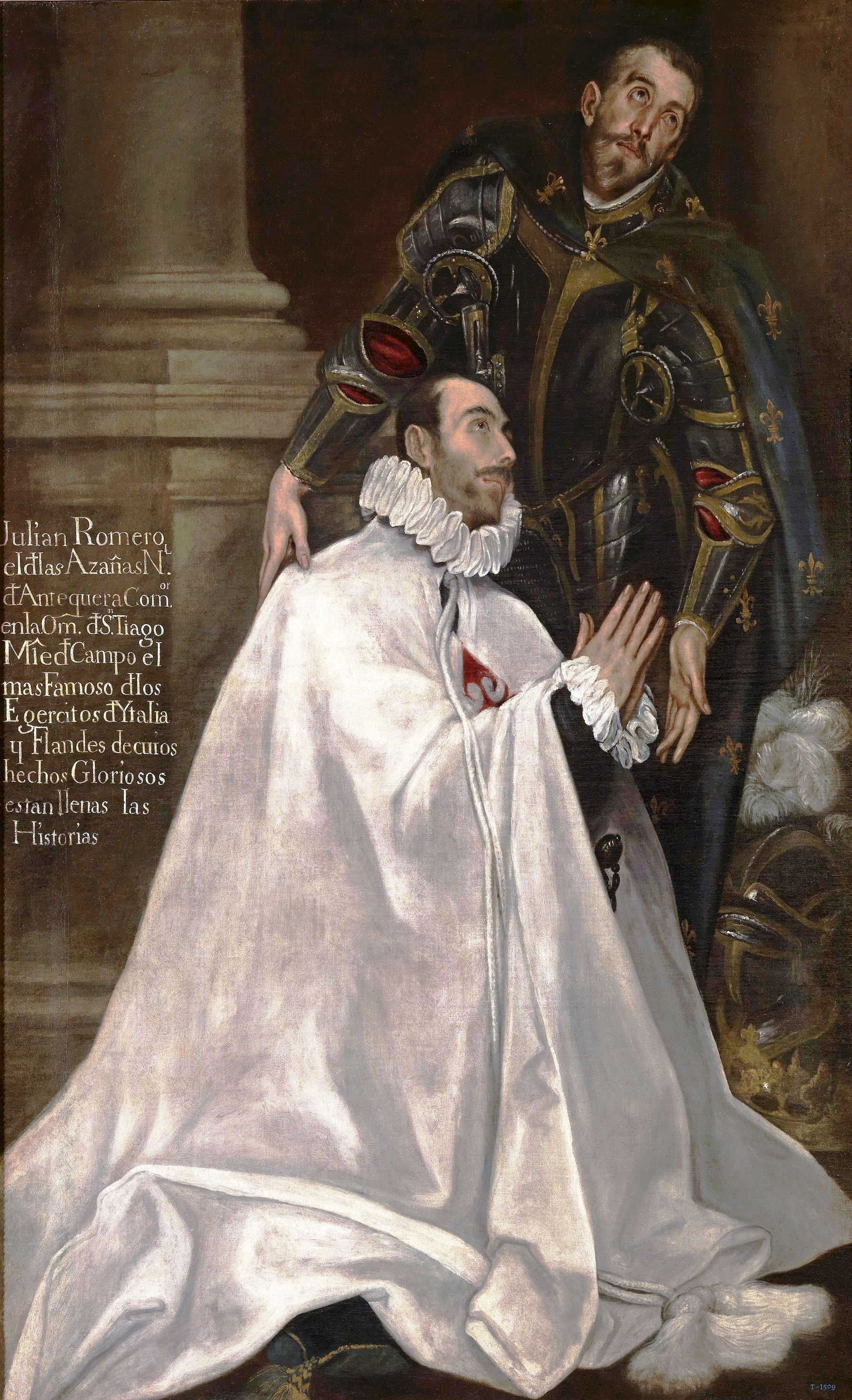
Julián Romero de las Azanas con su santo patrón, de El Greco.

El mecenazgo moderno apareció en el Renacimiento. Los artistas áulicos (arquitectos, pintores de corte, poetas), aunque no recibieran pagos regulares o no estuvieran en un momento concreto realizando un encargo por el que recibieran un pago inmediato, eran admitidos en el círculo de confianza de sus poderosos patrocinadores, donde podían no solamente mantener un nivel de vida superior al del  entorno artesanal gremial, sino desarrollar una inédita capacidad de relacionarse entre sí (entre artistas de distintas artes o literatos de distintas disciplinas intelectuales) y con personajes de alta talla social. Todo ello elevaba su formación y condición de una forma hasta entonces inimaginable (el contraste entre el concepto de artes vulgares y el de bellas artes). Se fue perfilando un tipo ideal de artista universal, humanista, que define la época. La vinculación de un mecenas con estos artistas geniales, que adquirían una inmensa fama incluso en plena juventud, aportaba prestigio social, político y evidentes beneficios a los que lo ejercían, con lo que el mecenazgo se convirtió en una práctica extendida. Familias como los Médici consiguieron rodearse de los artistas y humanistas más importantes, convirtiendo a Florencia en el centro cultural de su época. La protección de las artes pasó a ser una actividad competitiva entre las ciudades italianas, el papado y las monarquías europeas (Reyes Católicos, Maximiliano I de Habsburgo, Francisco I de Francia, Enrique VIII de Inglaterra, Isabel I de Inglaterra, Felipe II de España); y dentro de cada una de ellas, las casas nobiliarias y algunos personajes que deseaban prestigiarse por encima de su bajo origen (mercaderes enriquecidos como los Fugger, altos funcionarios como Nicolas Rolin o Francisco de los Cobos) que aprovechaban la oportunidad de vincular su nombre al de los artistas que protegían.
Era habitual que los escritores realizaran una dedicatoria a los personajes que les habían apoyado, o de los que esperaban conseguir apoyo y protección. Por ejemplo, Cervantes realiza dedicatorias al conde de Lemos, que extendió su mecenazgo a muchos otros autores del Siglo de Oro español.

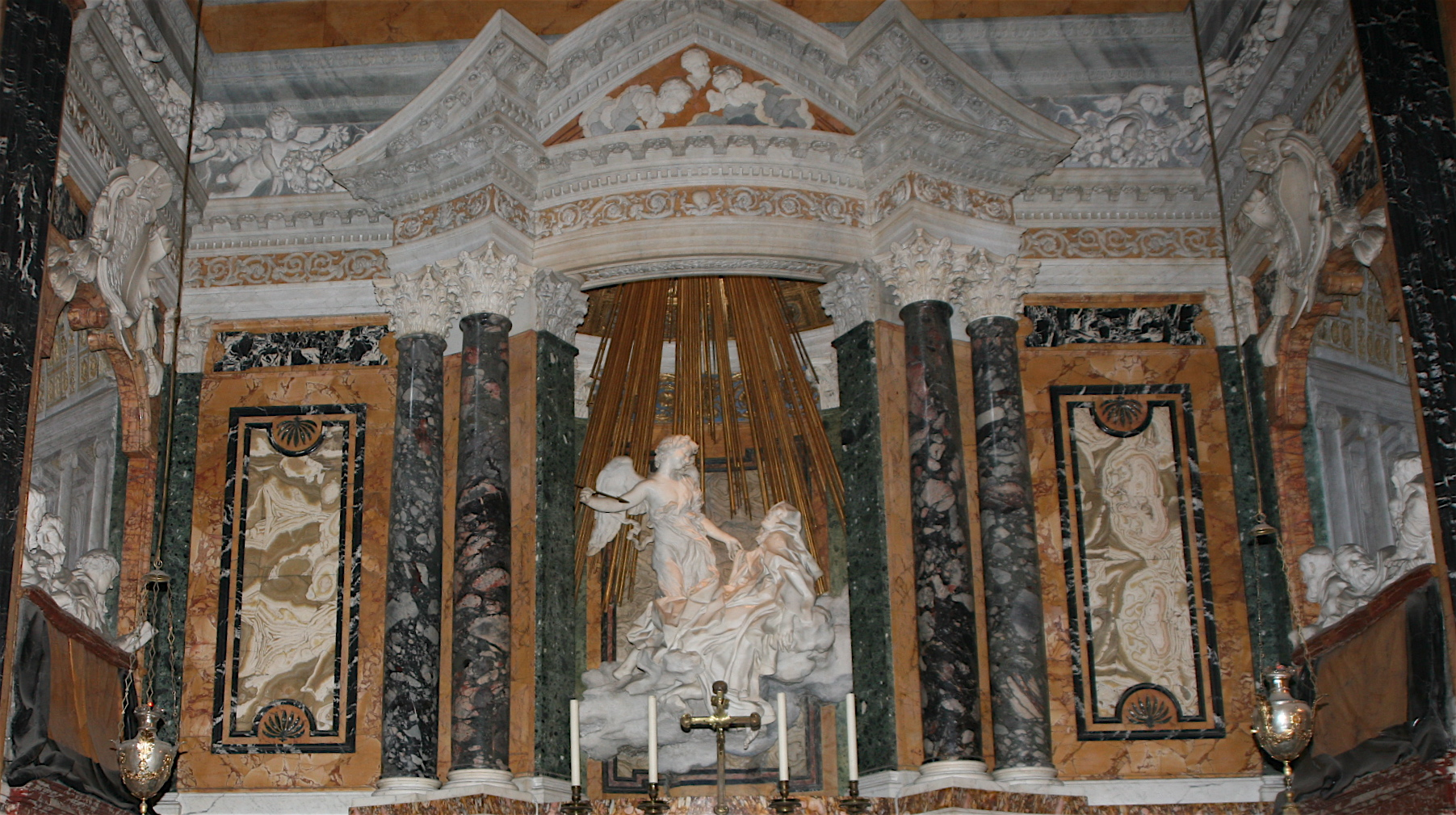
La capilla de la familia Cornaro en Santa Maria della Vittoria, con los donantes representados en balcones que flanquean la escena del Éxtasis de Santa Teresa, de Bernini.

Durante el Renacimiento, la protección de las artes se consideraba una de las premisas básicas de todo buen gobernante, en consonancia con el consejo dado en la Ética a Nicómaco de Aristóteles de realizar abundantes gastos en arte y obras civiles. En El cortesano de Baldassare Castiglione se recomienda a todo gentilhombre que pretenda ser un referente de su época que sea instruido en literatura, música y arte, además de en las armas. Buenos exponentes de ello fueron los Médici, los Montefeltro en Urbino, los Este en Ferrara o los reyes de Nápoles, para pasar posteriormente a todas las monarquías europeas. Los nuevos retratos de monarcas y poderosos reflejan la magnificencia y boato de estos patrocinadores, como se denota claramente en el Retrato del emperador Maximiliano I de Durero. También la arquitectura se volvió más ostentosa, como se evidencia en el palacio de Fontainebleau mandado construir por Francisco I de Francia, o las construcciones vaticanas promovidas por los papas Julio II y León X, que aglutinan arquitectura, escultura y pintura desarrolladas por los mejores artistas del momento, como Bramante, Miguel Ángel y Rafael.
En esta época se inició también el coleccionismo, con lo que era habitual que los mecenas adquiriesen obras de arte para sus colecciones privadas. Felipe II de España fue uno de los mayores coleccionistas de su tiempo, con un especial interés por la obra de Tiziano y El Bosco; su sobrino el emperador Rodolfo II no se quedó atrás, y reunió una amplia colección de obras de arte y objetos de todo tipo (fue también el mecenas de Giuseppe Arcimboldo, quien lo retrató como Vertumno en su retrato de 1591). Este afán por el mecenazgo y el coleccionismo se extendió a las artes decorativas, lo que supuso un incremento en la producción de tapices, joyas, cristalería, metalistería, porcelana, mobiliario y otros objetos. Este tipo de obras fueron frecuentes también en regalos de tipo cortesano, especialmente en el ámbito diplomático, como el salero de Francisco I de Francia, de Benvenuto Cellini, que pasó por diversas cortes como Florencia, París y Viena.
Durante el Barroco se incrementó el afán por acumular obras de arte, así como objetos de toda índole: en el Museo Kircheriano, fundado por Athanasius Kircher en 1651, se conservaban tanto obras de arte como animales disecados, objetos científicos, instrumentos musicales, antigüedades egipcias y romanas, y otros objetos. Otro tanto ocurrió con la colección de Elias Ashmole, origen del Ashmolean Museum de Oxford, que aglutinaba arte con muestras de especies animales, vegetales y minerales. El mecenazgo barroco aumentó el carácter magnificente de los encargos, generalmente de la realeza. Monarcas como Felipe IV de España o Luis XIV de Francia fomentaron el arte, tanto a través del patrocinio directo —a artistas como Diego Velázquez o Charles Le Brun— como de la adquisición de numerosas obras de arte, lo que supuso el germen de grandes colecciones que darían origen a museos como El Prado o el Louvre. Por otro lado, el nuevo gusto barroco por lo anecdótico conllevó la creación de nuevos géneros pictóricos como el paisaje y el bodegón. El mecenazgo también influyó en los estilos, como el naturalismo italiano, fomentado por los cardenales de la Roma papal; una buena muestra es la protección que el cardenal Francesco Maria del Monte ejerció sobre Caravaggio. El afán por la adquisición de obras de arte llevó al cardenal Scipione Borghese a emplear métodos como la confiscación o incluso el robo; llegó a mandar el encarcelamiento de Domenichino para lograr que le cediera su cuadro La caza de Diana, pintada para el cardenal Aldobrandini.
En ocasiones, los artistas eran empleados casi en exclusiva por un determinado mecenas, que pretendía así que su obra fuera la imagen inconfundible de su impronta; un buen ejemplo es Gian Lorenzo Bernini, el gran artífice de la Roma papal de su tiempo, al que los papas solo cedieron al rey Carlos I de Inglaterra para la elaboración de un busto. El monarca inglés también era un consumado mecenas, protector de Anton Van Dyck, Orazio Gentileschi o Peter Paul Rubens, y cuyo afán igualmente coleccionista le llevó a adquirir la colección completa de arte de la familia Gonzaga en 1628. En cambio, tras su destronamiento y ejecución en 1649 su colección fue vendida y la mayor parte adquirida por Felipe IV de España. Cabe remarcar también en esta época las colecciones creadas por miembros de la nobleza para emular las grandes colecciones reales, como sería el caso de Arundel y Buckingham en Inglaterra, Colbert y el cardenal Mazarino en Francia o Luis de Haro y el marqués de Leganés en España.

## Mecenazgo contemporáneo y patrocinio
La Edad Contemporánea significó una transformación radical de la relación entre público y artista. El entorno institucional y académico pensionaba a los jóvenes artistas que juzgaban prometedores, mientras que se fue gestando un entorno alternativo entre los refusés (rechazados). Marchantes y coleccionistas (como Ambroise Vollard) pasaron a ser los personajes más influyentes. En el contexto intelectual de las vanguardias, ciertos personajes integrados en ellas (como Gertrude Stein), caracterizados por su capacidad de proteger a unos u otros artistas, eran considerados como verdaderos mecenas.
Esta nueva era supuso la democratización del arte, ya que la mayoría de colecciones reales, que antes solo servían para el disfrute personal del monarca, pasaron a museos públicos abiertos al público. La Revolución francesa significó el declive de la aristocracia, mientras que la Revolución industrial comportó el auge de una nueva clase social de predominio económico, la burguesía. Pese a todo, durante el siglo XIX y aun en el xx diversos monarcas ejercieron notablemente el mecenazgo, como Carlos IV de España, protector de Francisco de Goya, Napoleón de Jacques-Louis David, Federico Guillermo IV de Prusia de Caspar David Friedrich, Luis Felipe I de Francia de Jean-Auguste-Dominique Ingres, Pedro II de Brasil con la Academia Imperial de Bellas Artes o, en el ámbito musical, Luis II de Baviera protegió a Richard Wagner. Sin embargo, fue la nueva clase burguesa compuesta por empresarios, industriales, banqueros, comerciantes y profesionales liberales la que lideró el nuevo mecenazgo contemporáneo, con nombres como los Morgan, Rothschild, Carnegie, Rockefeller, Tretiakov, Guggenheim, Thyssen, Gulbenkian, Ludwig, etc. A través de las nuevas galerías el arte tuvo una mejor difusión y acceso a un público cada vez más mayoritario.
En tiempos más recientes, el mecenazgo ha sido ejercido en ocasiones por artistas o asociaciones artísticas que fomentan la obra de nuevos talentos, como es el caso de The Factory, el estudio de Andy Warhol, que impulsó la obra de Jean-Michel Basquiat o el grupo musical The Velvet Underground. También ha influido la labor de ferias y exposiciones, o de fundaciones como Arte y Mecenazgo, de la Obra social La Caixa. Por último, una nueva modalidad surgida con el cambio de milenio ha sido la del micromecenazgo o crowdfunding, a través de plataformas digitales como Verkami y Patreon.
En la actualidad, los mecenazgos son realizados por organizaciones, tanto públicas y privadas, para la realización de diversos proyectos, como a diversos deportistas de la actualidad que no cuentan con los medios económicos para realizar su actividad de forma personal. Existen diversas formas de mecenazgo en el mundo del arte, que van desde donaciones individuales para proyectos específicos hasta programas de patrocinio continuo de instituciones culturales. También se han desarrollado plataformas de crowdfunding que permiten a personas comunes apoyar directamente a artistas emergentes.
El mecenazgo no debe confundirse con el patrocinio propio de la publicidad. Si bien ambas acciones son similares, lo que se conoce como sponsor (esponsorización) es una actitud netamente comercial y publicitaria, que se cataloga como un servicio, con fines comerciales concretos.
Incluso sin la presencia necesaria de un artista o intelectual concreto, es también mecenazgo el apoyo que un individuo o una corporación, tanto en forma monetaria como en especie (cesión de materiales o instalaciones), presta a la comunidad para su desarrollo social, cultural y científico, así como para la preservación medioambiental.